# Águeda Reynés Calvache
Águeda Reynés Calvache (Mahón, Islas Baleares, 4 de febrero de 1967) es una política menorquina, diputada en el Congreso en la XI y XII Legislaturas.

## Biografía
Estudió educación social en la UNED y ha trabajado como funcionaria. Militante del Partido Popular, es secretaria general de la junta de Mahón. En las elecciones municipales de 2011 fue elegida alcaldesa de Mahón y en las elecciones municipales españolas de 2015 fue desplazada del cargo por una coalición de izquierdas. Fue elegida diputada por Menorca en las elecciones de 2015 y 2016.